# Утаґава Кунісада II
Утаґава Кунісада II (1823 — 20 липня 1880) — японський художник кінця періоду Едо і початку доби Мейдзі. Відомий також як Утаґава Кунімаса III, Утаґава Тойокуні III, Утаґава Тойокуні IV. Мав також псевдоніми Байдьо, Байторо, Ітідзусай, Хьорайса.

## Життєпис
Про батьків замало відомостей. Народився у 1823 році. Звався Такеноуті Мунехіса. наприкінці 1830-х років став учнем відомого художника Утаґава Кунісади I. 1844 року оженився на доньці художника Осудзу. У 1846 році всиновлено своїм вчителем, після чого він отримав прізвище Утаґава. У 1850 або 1851 році прийняв ім'я Кунісада. З 1865 року після смерті названого батька Утаґава Кунісада I очолив школу Утагава. Найвідомішим з учнів був Утаґава Кунісада III.
У 1869 або 1870 році прийняв нове ім'я Тойокуні III, проте на тепер у більшості дослідників відомий як Тойокуні IV. На початку 1870-х років відбувається зниження популярності митця. Вважається, що з 1874 року він припинив створювати картини. Помер у 1880 році в Токіо.

## Творчість
Спочатку підписав більшу частину своїх ранніх робіт як «Кунімаса III». Протягом 1850-х років створював гравюри під ім'ям «Кунісада II», а з кінця 1860-х роках як «Тойокуні III». Усі його картини створено у стилі Утаґава Кунісада I. загалом його доробок становить близько 40 серій, переважно акторів (жанр якуса-е), красунь (бідзінга) і борців сумо. Крім того, улюбленою темою його гравюр були дома розваг і чайна церемонія, найчастіше суміщені в одному сюжеті. Також створював ілюстрації до 200 книг від 50 видавців. Крім того Утаґава Кунісада II відомий як майстер жанру сюнґа.
Найвідомішою працею є серія «Повість про вісім героїв собак» (1852 рік), що в якості джерела використовував роман Кьокутей Бакіна — Нансо Сатомі хаккен-ден («Переказ про вісім собак Сатомі з південної Ави»). також створив малюнки для карута (гральних карт) з зображення сцен з твору «Ґендзі моноґатарі».
Його роботи знаходяться в багатьох колекціях, зокрема Музеї Вікторії та Альберта; Музеї мистецтв Метрополітен (Нью-Йорк); Бруклінському музеї (Нью-Йорк); Музеї образотворчих мистецтв (Бостон); Музеї образотворчих мистецтв Сан-Франциско; Національному музеї Токіо; Художньому музеї Фудзіта (Осака); Художньому музеї Хіросіми; Музеї японського мистецтва Тікотіна; Музеї прикладного мистецтва (Відень); Музеї мистецтв Спенсера в Університеті Канзасу; Музеї мистецтв Університету Орегона, Державному музеї образотворчих мистецтв імені О. С. Пушкіна, .